# Acide nitrilotriacétique
L’acide nitrilotriacétique (noté aussi NTA) est un acide tricarboxylique de formule brute C6H9N1O6. Le NTA peut se lier avec les ions métalliques, par réaction chimique de complexation, et forme ainsi des complexes hydrosolubles. Il s’agit d’un agent chélateur important qui trouve de nombreuses applications industrielles.
Les impacts du NTA vis-à-vis de la santé des mammifères et de la toxicité environnementale sont décrits par une revue scientifique de 1985.